# الخربة (بني سعد)

تعديل مصدري - تعديل

الخربة هي إحدى قرى عزلة هواع بمديرية بني سعد التابعة لمحافظة المحويت، بلغ تعداد سكانها 212 نسمة حسب تعداد اليمن لعام 2004.